# Ellipteroides (Ellipteroides) tenebrosus
Ellipteroides (Ellipteroides) tenebrosus is een tweevleugelige uit de familie steltmuggen (Limoniidae). De soort komt voor in het Oriëntaals gebied.